# Dragoste învrăjbită
Dragoste învrăjbită este o poezie scrisă de George Coșbuc. Face parte din volumul Fire de tort, publicat în 1896.